# 2018年冬季奧林匹克運動會閉幕式
2018年冬季奧林匹克運動會閉幕式將在韓國時間2018年2月25日20時於大韓民國平昌郡平昌奧林匹克體育場舉行。

## 移交奧運會旗
在該閉幕式中，會旗將交由2022年冬季奧林匹克運動會的中國北京市長陈吉宁。

## 2022年冬季奧運會表演
曾执导过2008年北京奥运开幕式和闭幕式的张艺谋将担任此次表演的总导演。
北京八分钟表演将有中国新四大发明（共享单车、移动支付、网络购物和高铁）的元素，并且将诸多的微信头像变身成北京冬奥会会徽。表演者以兩隻熊貓滑冰選手和人組成紅線形的龍，中国领导人习近平代表中國人民以影片方式表示歡迎。

## 出席人物
- 大韩民国 - 大韩民国总统 文在寅, 韓國第一夫人 金正淑
- 朝鲜民主主义人民共和国 - 最高人民会议 会员 金英哲[3]
- 中华人民共和国 - 中华人民共和国国务院副总理 刘延东[4]
- 国际奥林匹克委员会 - 主席 托马斯·巴赫

## 頌歌
- 勝利  - 大韓民國國歌
- 器乐版本 - 希臘國歌
- 韓國合唱團 - 奥林匹克圣歌
- 中國青年合唱團（视频） - 中華人民共和國國歌